# Uintatherium
Uintatherium là một chi động vật có vú đã tuyệt chủng. Các dấu tích hóa thạch được tìm thấy gần Fort Bridger, Wyoming. Nó là một dạng động vật gặm cỏ to lớn, có hình dạng giống như một con tê giác. Điều không bình thường nhất của Uintatherium là hộp sọ to và tráng kiện của nó. Uintatherium có hộp sọ bẹt và lõm - một đặc trưng không thấy ở bất kỳ dạng động vật có vú nào, ngoại trừ có lẽ được lưu lại ở một số nhóm thú thuộc họ Brontotheriidae. Khoang sọ của nó là rất nhỏ do thành hộp sọ là rất dày. Trọng lượng của hộp sọ bị giảm nhẹ bởi nhiều xoang thấm qua thành hộp sọ, giống như ở hộp sọ voi. Các con đực có các răng nanh trên lớn, các răng cửa không có ở hàm trên nhưng có ở hàm dưới ở dạng suy giảm; các răng hàm tại hàm trên có các đỉnh hình chữ V. 
Hộp sọ của các con đực có 6 xương gạc giống như cái núm dễ thấy, phát triển từ khu vực mặt trước của hộp sọ. Chức năng của các cấu trúc này vẫn chưa rõ. Chúng có thể được sử dụng để phòng thủ. Các răng tiền hàm của nó gợi ý rằng nó có họ hàng với các dạng động vật guốc lẻ như heo vòi, nhưng điều này mâu thuẫn với các cặp gạc trên hộp sọ của nó. Các cấu trúc cột sống và các chi to lớn của nó gợi ý rằng nó có họ hàng với voi, nhưng răng thì lại không.
Uintatherium sinh sống trong thời kỳ từ cuối thế Paleocen tới cuối thế Eocen (khoảng 55,8-33,9 triệu năm trước). Nó là dạng động vật ăn cỏ, ăn các loại lá cây, cỏ và cây bụi. Uinthaterium sống gần nơi nhiều nước và sử dụng các răng nanh giống như kiếm cong để kéo các loại cây cối trong nước hay đầm lầy làm thức ăn. Nó bị tuyệt chủng có lẽ là do thay đổi khí hậu và cạnh tranh từ các loài trong họ Brontotheriidae và tê giác răng đaman từ họ Hyracodontidae, mà không để lại bất kỳ hậu duệ nào và mối quan hệ của nó với các dạng sớm hơn vẫn còn gây tranh cãi. Người ta từng tin rằng nó chỉ sinh sống hạn chế tại khu vực ngày nay là Bắc Mỹ, nhưng các mẫu vật bổ sung đã được phát hiện tại Đông Á trong thập niên 1980. Uintatherium robustum cao khoảng 1,6 m (5 ft) tính tới vai và dài 4 m (13 ft). Nó có lẽ cân nặng trên 2 tấn.

## Phân loại
Chi này hiện chỉ có một loài được công nhận. Nhiều nhà cổ sinh vật học khoa học miêu tả loài U. anceps với nhiều tên đồng nghĩa như:
| - Dinoceras agreste (Marsh, 1885) - Dinoceras cuneum (Marsh, 1885) - Dinoceras distans (Marsh, 1885) - Dinoceras lacustre (Marsh, 1872) - Dinoceras laticeps (Marsh, 1873) - Dinoceras lucare (Marsh, 1873) - Dinoceras mirabile (Marsh, 1872) - Dinoceras reflexum (Marsh, 1885) - Ditetrodon segne (Cope, 1885) - Elachoceras parvum (Scott, 1886) - Eobasileus furcatus (Cope, 1873) - Eobasileus pressicornis (Cope, 1872) - Loxolophodon furcatus (Cope, 1872) - Loxolophodon pressicornis (Cope, 1872) - Mastodon anceps (Marsh, 1872) - Octotomus laticeps (Cope, 1885) - Tinoceras affine (Marsh, 1885) - Tinoceras anceps (Marsh, 1872) - Tinoceras crassifrons (Marsh, 1885) | - Tinoceras grande (Marsh, 1872) - Tinoceras hians (Marsh, 1885) - Tinoceras jugum (Marsh, 1885) - Tinoceras lacustre (Marsh, 1885) - Tinoceras latum (Marsh, 1885) - Tinoceras pugnax (Marsh, 1885) - Tinoceras vagans (Marsh, 1885) - Titanotherium anceps (Marsh, 1871) - Uintamastix atrox (Leidy, 1872) - Uintatherium alticeps (Scott, 1886) - Uintatherium furcatus (Cope, 1873) - Uintatherium latifrons (Marsh, 1885) - Uintatherium leidianum (Osborn et al., 1878) - Uintatherium princeps (Osborn et al., 1878) - Uintatherium pressicornis (Cope, 1873) - Uintatherium robustum (Leidy, 1872) - Uintatherium segne (Marsh, 1885) - Uintatherium vagans (Wilson, 1937) |

## Thư viện ảnh

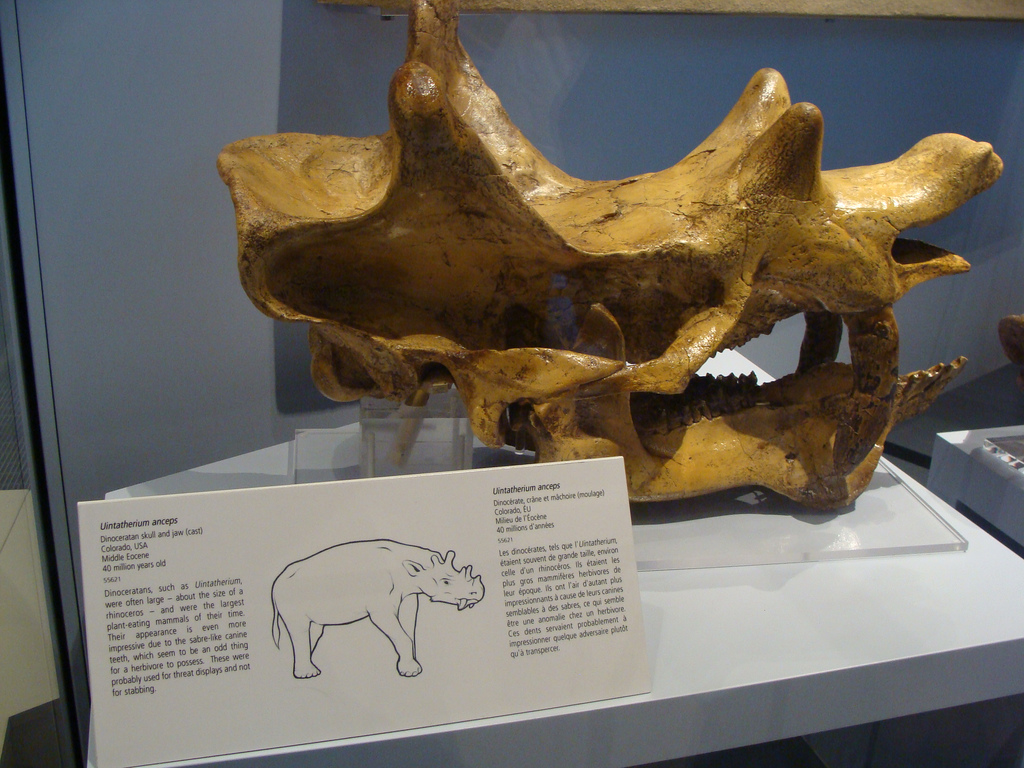
Hộp sọ Uintatherium anceps.
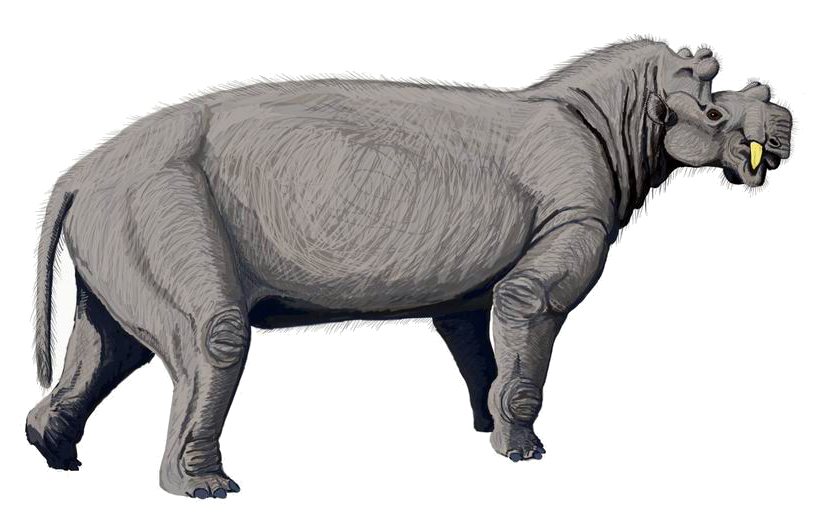
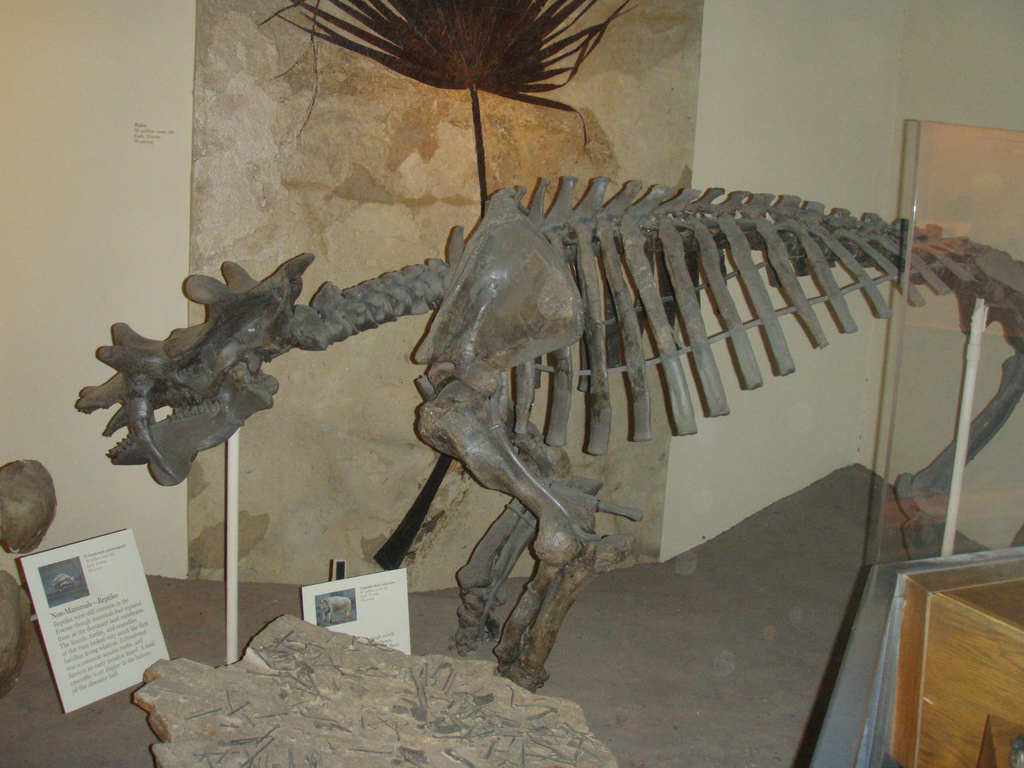
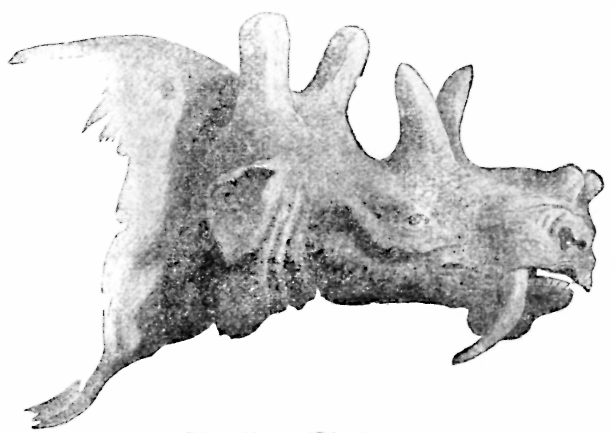
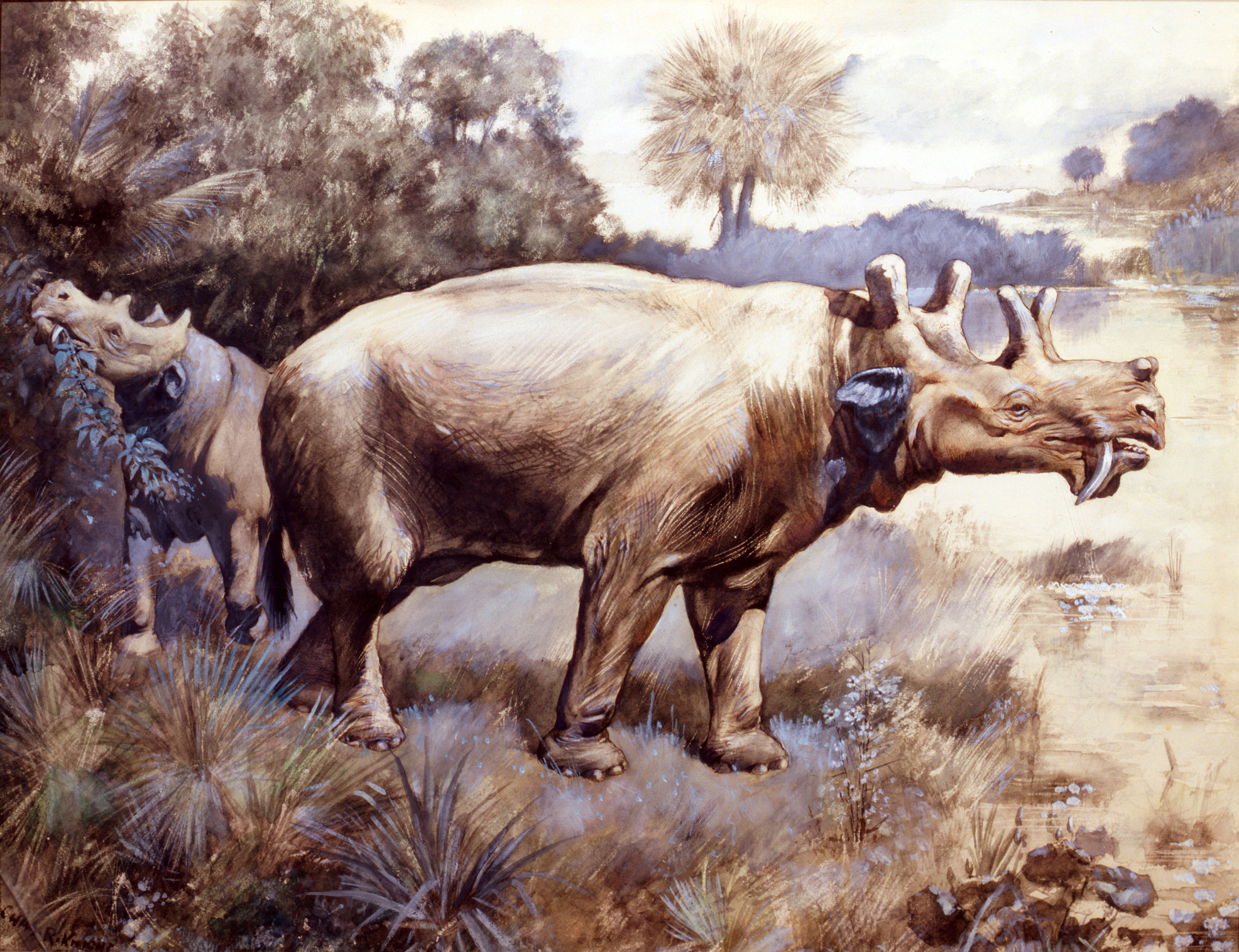
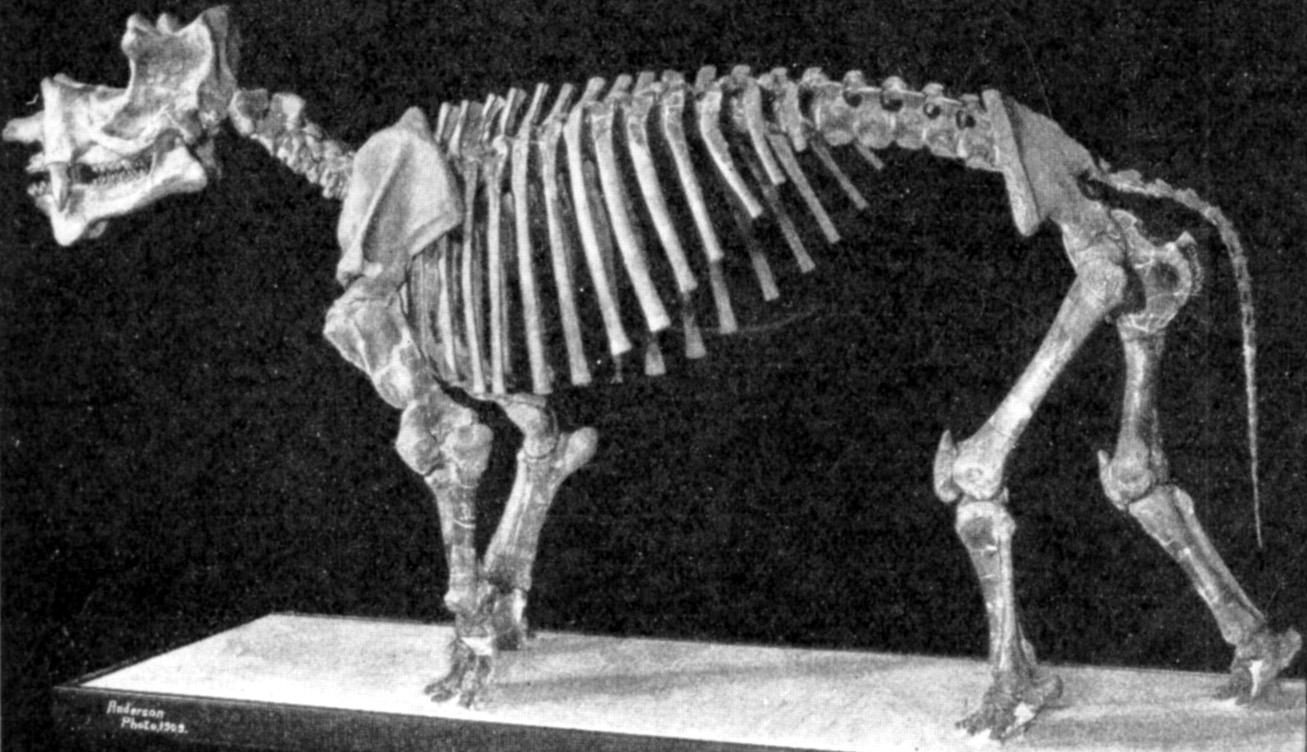
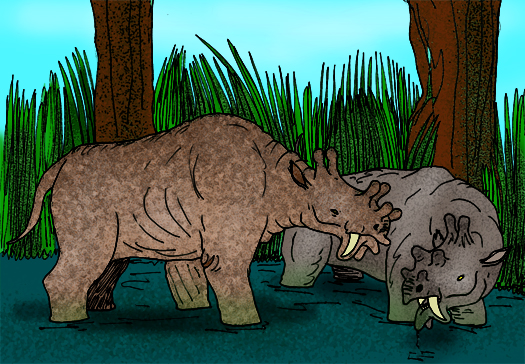
Eobasileus và Uintatherium